# 煤煙 (小説)
『煤煙』（ばいえん）は、森田草平の長編小説。1909年1月から5月に東京朝日新聞に連載。1910年に如山堂より『煤煙』第一分冊が刊行され、三分冊まで同社より、1913年に新潮社より第四分冊が刊行された。世間を騒がせた自らの心中未遂事件を描いた告白小説であったため大いに注目され、実質的な出世作となった。

## 概要
夏目漱石門下の森田草平は、1908年、女学校教師をしていて生徒の平塚明子（はるこ、平塚らいてう）と恋仲になり、既に妻子もあったりしたことから、栃木県塩原へ駆け落ちし、心中を試みるが果さず帰京、醜聞となる。漱石は『東京朝日新聞』の文芸欄を担当していたことから草平にこの事件を書くことを勧め、森田は平塚家の許可を得て、小説として1909年1月1日から5月16日まで127回にわたって連載した。題名の「煤煙」は主人公の要吉と朋子が九段中坂で、 当時小石川にあった東京砲兵工廠の煙突が吐き出す煙を望見しての会話からとられた。
本作で森田の描いた明子像（小説での名は朋子）が気に入らなかった漱石は、その後、1909年6月27日から始まった自身の連載小説「それから」の中で登場人物に「煤煙」があまりうまくないと批評させた。なお、事件のあった1908年の9月から連載した漱石の「三四郎」に登場する里見美禰子は、漱石が思う明子像がもとになっているという。
平塚らいてうは、連載終了と同時に「偽らざる告白 私が半生の努力に依つて得たる人生観」 (『女学世界」明 42 ・5) を発表し、『煤煙』の主人公二人に同情できないと批判し、1910年の『新潮』のインタビュー記事「小説に描かれたるモデルの感想」では、森田は結局自分のことを理解しておらず、小説に表現できていないと述べている。のちに『元始、女性は太陽であつた 平塚らいてう自伝』（新版は大月書店で刊）でこの事件を描いた。塩原事件については佐々木英昭『「新しい女」の到来』に詳しい。

### あらすじ
小島要吉は一生帰りたくないと思った、母の居る田舎の岐阜に、母の用事で、帰る。里方には妻子をあずけてある。父の生前から、母には男がいるが、その男のために山林を抵当に借金するのが母の希望で、要吉は一切を母に任せて帰る。要吉は村人の噂で、自分はその男の子ではないかとうたがっている。帰りの列車内で要吉は、お種のことを思う。お種は同い年、要吉が世話になっている金物屋の娘で、去年秋、離婚して戻ってきている間に関係を持った。帰るとお種が泊まりに来ていた。友人神戸から金葉会を始めるから出席しろと言ってきていた。お種は翌日姉の家に帰る。要吉は金葉会会員の、あの世の烙印を顔におされたような暗い陰のある真鍋朋子を紹介される。要吉が急性リュウマチで入院して、朋子は神戸と見舞いに来る。朋子は要吉の心を引き付ける。朋子は要吉から英訳『死の勝利』を借りて帰る。朋子・神戸といれちがいに妻隅江が田舎から急に見舞いに来る。隅江がきてから、お種の一日おきの見舞いがなくなり、朋子もおとさたなし。要吉はひと月あまりで退院し、家に帰るが妻と子供がいるのでゆううつである。金葉会で朋子と会い、手紙も交わし、ますますひきつけられる。いつわって朋子を呼び出し、告白し、初めての熱烈なキスをかわす。朋子は強い酒やたばこをたしなむ。街へ出て、このままでは帰らないと言い出す。「どうにでも先生のなさるようになりたい」。彼らは手を取り、上野の闇を歩く。朋子は要吉の胸に顔を埋め泣き、いらだたしげに身もだえする。要吉はたじろぎ、朋子は冷ややかな失望のこもった声で「もう帰ります」と立ち上がる。翌日朋子は約束の場所に現われない。要吉が帰ると、朋子の手紙が来ている。昨夜の行為は虚偽に満ちたものだ、自分の住む世界は感動のない世界、氷獄の中だとある。要吉は弄ばれたような気がする。煽られて妻の目もはばからず翌日、朋子を呼び出して会う。朋子から自分は性欲の起こらない女だと告白される。要吉は「ぎらりと電光を頭の中へ送られたような心持がした」。あいびきの家を出た要吉にはすべてのものが蕭条と映る。夕暮れの瑠璃色の中で砲兵工廠の煙突が黒煙を吐いている。「煙がようございますね。私、煤煙の立つのを見ていると、真実に好い気持ちなんです。」「貴方の心の動揺を象徴的（シンボリカル）に表わしてる様だから？」。朋子は答えない。彼らの関係は深くなっていく。朋子はあからさまに死を求めてくる。死場所を求めてさまよい歩く。幼い子供が脳膜炎にかかったときだけ、要吉も心配するが、子供が死亡すると、妻に遺骨を持たせて故郷に帰す。彼らは塩原の奥、雪の尾花峠に分け入り、要吉は死を思いとどまり、朋子の手を取りつつ倒れては起きながら、相擁して月下の雪の上を一足一足と踏んで頂上を目指して登る。「だんだん月の光がぼんやりとして、朝の光に変ってゆく」

### 主な刊行
- 『煤煙』岩波文庫、1932年、復刊2015年ほか
- 『煤煙』飛鳥書店、1947年
- 『煤煙』角川文庫、1955年
- 『詳註 煤煙』国際日本文化研究センター、1999年。佐々木英昭と根岸正純による

## 心中未遂事件
1908年（明治41年）3月21日、会計検査院第四課長・平塚定二郎の次女で22歳の平塚明子の捜索願が出され、翌日友人宅に届いたハガキから宇都宮・日光方面の列車に乗ったことがわかり、栃木県警が捜索にあたったところ、23日に塩原温泉の山奥にある尾花峠（同地にその地名はなく尾頭峠が正しいとされる）で文学士の森田米松（白揚、のち草平と名乗る、当時27歳）とともに死に場所を探し彷徨っているところを警官に発見された。
当時森田は、成美女学校（東京麹町区飯田町）で英語教師をしていた生田長江らが女流文学者を育てる目的で校内で始めた閨秀文学会で与謝野晶子らとともに講師を務めており、同会には明子のほか山川菊栄ら15、6人の女性が聴講していた。明子は出奔前に友人に「恋のため人のために死するものにあらず。自己を貫かんがためなり。自己のシステムを全うせんがためなり」という遺書を残していた。
のちの明子の回想によると、雪山で彷徨ううち森田が「（意気地がなくて）人を殺すことはできない」と言って心中に使うつもりだった明子の懐刀を谷に投げ捨ててしまい、「金のあるうちだけ生きて野垂れ死にするのだ」などと言いだしてうずくまってしまったため、明子は腹立たしさと挫折感を味わいながらも、なんとか森田を励まして峠まで強行しようと雪の道を先に立って歩き出し、森田が動けなくなると、灌木の根元に座を作り、そこで森田を守って夜を明かす決心をし、すぐうとうとしてしまう森田が凍死しないか気遣いながら、明子自身は月夜に映し出された氷の山々の大パノラマに感激し、有頂天な幸福感と満足感に浸ったという。『煤烟』ではこの描写は僅かに二行たらずで、「名文には違いありますまいが、私のあの夜の感銘からすればあまりに物足らない死文字に思われます」と述べている。
警察に保護されたのち、森田は夏目漱石宅に身を隠し、明子は友人の手配で信州・松本郊外の農家で静養した。この事件により閨秀文学会は頓挫し、事件の後始末を任された夏目漱石と馬場胡蝶は解決策として平塚家に結婚を申し出、結婚など考えていなかった明子に呆れられた。事件の翌年、森田は『煤煙』の連載により有名作家となり、明子は1911年に『青鞜』を創刊して女性運動家平塚らいてうとなった。1915年には『時事新報』に乞われて、心中未遂事件をらいてう側の視点で描いた『峠』を連載したが、つわりにより中断し未完に終わった。